# Gangliogliom
Gangliogliom je vzácný benigní tumor CNS, který sestává z buněk, které odpovídají zralým gangliovým a gliálními buňkám. Podobný gangliocytom a gangliogliom společně reprezentují asi 0,4 % všech nádorů CNS a 1,3 % všech nádorů mozku. Gangliogliom se objevuje v mozku, mozkovém kmeni, mozečku, míše, optických nervech, hypofýze a glandula pinealis. Většina nádorů je supratentoriálních a postihuje temporální lalok. Extrémně raritní dysplastický gangliocytom mozečku se nazývá Lhermitte-Duclosova nemoc. Není jasno, zda léze je neoplastická, či jen hamartogenní

## Léčba
Operativní odstranění vede k úplnému zhojení. Při částečném odstranění přichází recidiva často až po desítkách let.